# Erodium rupestre
Erodium rupestre är en näveväxtart som först beskrevs av Pierre André Pourret de Figeac och Antonio José Cavanilles, och fick sitt nu gällande namn av Guittonneau. Erodium rupestre ingår i släktet skatnävor, och familjen näveväxter. Inga underarter finns listade i Catalogue of Life.